# Agasias (figlio di Dositeo)

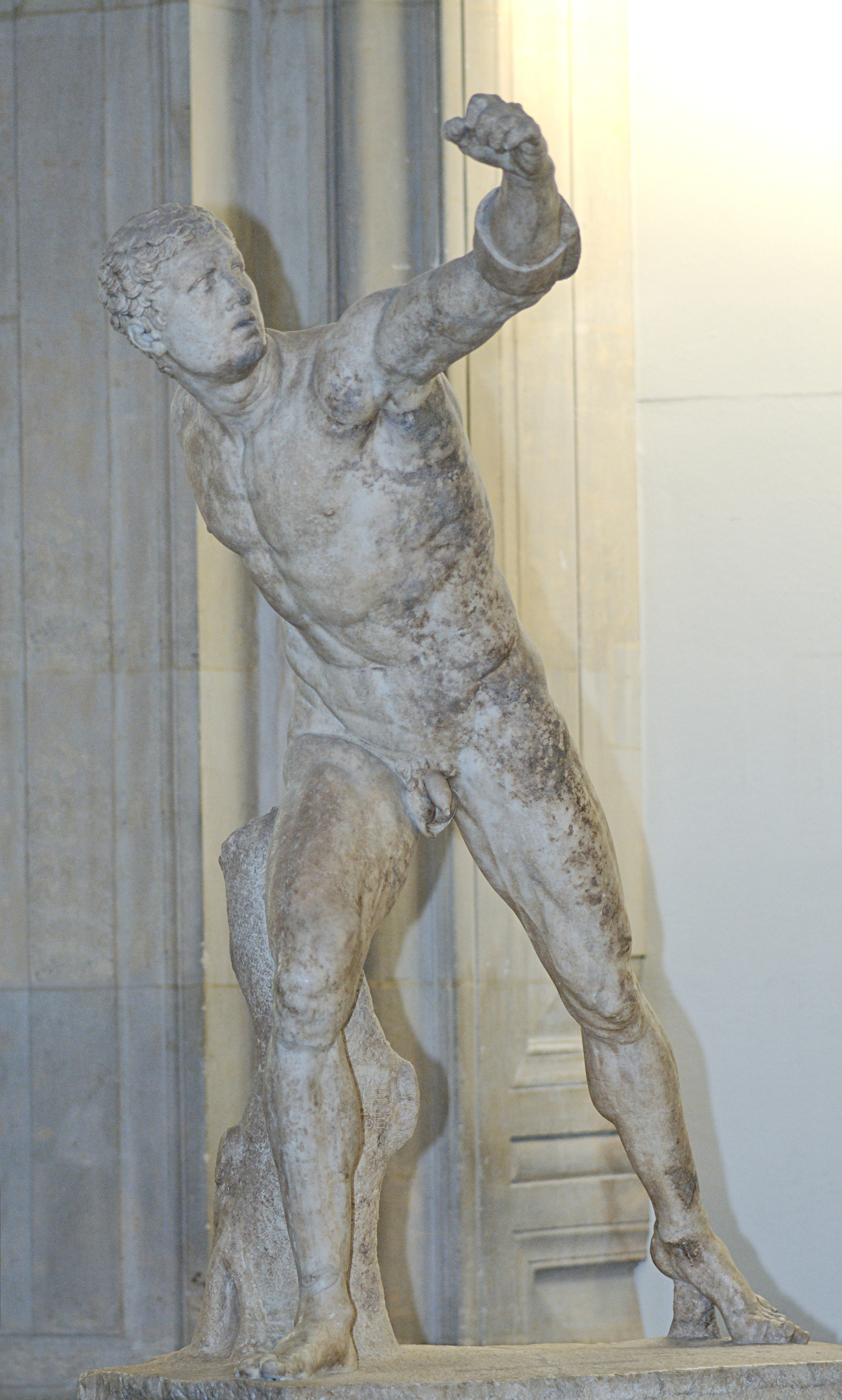
Il Gladiatore Borghese, dopo il restauro. Parigi, Museo del Louvre.

Agasia, figlio di Dositeo (Efeso, ... – ...; fl. II secolo a.C.), è stato uno scultore greco antico.

## Biografia
Agasia, figlio di Dositeo, fu uno scultore di Efeso non ricordato dalle fonti letterarie, ma attivo verso il 100 a.C., nel periodo del tardo ellenismo.

## Opere
Di lui ci è giunta, rinvenuta presso Anzio, una statua in marmo rappresentante un guerriero in combattimento, chiamata Gladiatore Borghese, dal nome della collezione (Collezione Borghese) alla quale appartenne fino al 1808, quando fu venduta dal proprietario a suo cognato, Napoleone Bonaparte, per essere poi acquisita alle collezioni del Museo del Louvre di Parigi. L'opera è probabilmente una versione marmorea di un originale bronzeo di epoca ellenistica.
La firma dello scultore è posta sul piccolo tronchetto di supporto con l'iscrizione:

ΑΓΑΣΙΑΣ ΔΩΣΙΘΕΟΥ ΕΦΕΣΙΟΣ ΕΠΟΙΕΙ
(Mi fece Agasia, figlio di Dositeo di Efeso).
Una base con la stessa firma è stata trovata in Tessaglia.
Potrebbe trattarsi di un cugino di Agasias, figlio di Menofilo.